# Ingbokällorna
Ingbokällorna este o arie protejată (arie specială de conservare — SAC, sit de importanță comunitară — SCI) din Suedia întinsă pe o suprafață de 6,8 ha, integral pe uscat.

## Localizare
Centrul sitului Ingbokällorna este situat la coordonatele 60°08′51″N 16°50′09″E / 60.1475°N 16.8358°E.

## Înființare
Situl Ingbokällorna a fost declarat sit de importanță comunitară în decembrie 1995 pentru a proteja un număr necunoscut de specii din flora spontană și fauna sălbatică aflate în arealul zonei. Situl a fost protejat și ca arie specială de conservare în martie 2011.

## Biodiversitate
Situată în ecoregiunea boreală, aria protejată conține 2 habitate naturale: Izvoare fino-scandinave și mlaștini produse de izvoare bogate în minerale, Taiga vestică.
La baza desemnării sitului se află un număr nedeclarat de specii protejate.